# Línea 45 (Maldonado)
La línea 45 es una línea de transporte de pasajeros del departamento de Maldonado, Uruguay. Sale del balneario El Chorro y se dirige a la localidad de José Ignacio, pasando por Balneario Buenos Aires y el barrio Santa Mónica. Posee un total de cinco salidas diarias.
Fue creada en noviembre de 2023 para conectar varias ubicaciones costeras del anterior departamento.

## Recorridos

### Ida
Ruta 10, Calle Lobos, Brótolas, El Tamango, El Puñal, El Cinto, Las Espuelas, El Freno, El Chambergo, Pejerreyes, El Gaucho, El Domador, La Caballada (calle 49), La Sortija (calle 38), Ruta 10, La Juanita, República Oriental del Uruguay, José Ignacio, Av. Héctor Soria, Ruta 10, Camino E. Saiz Martínez, Los Cisnes, E. Saiz Martínez, Los Teros, Plaza José Ignacio.

### Vuelta
Plaza José Ignacio, Las Golondrinas, Las Garzas, Saiz Martínez, Los Cisnes, Camino E. Saiz Martínez, Ruta 10, La Juanita, Av. Héctor Soria, José Ignacio, República Oriental del Uruguay, Ruta 10, La Sortija (calle 38), La Caballada (calle 49), El Domador, El Gaucho, Pejerreyes, El Chambergo, El Freno, Las Espuelas, El Cinto, El Puñal, El Tamango, Las Brótolas, Lobos, Ruta 10.